# Jure Kordić
Jure Kordić (Mostar, 29. lipnja 1973.), bivši hrvatski nogometaš i nogometni trener iz Bosne i Hercegovine. 

## Karijera

### Igračka karijera
Pet je godina bio u omladinskoj školi mostarskog Veleža. Nakon Veleža igrao je za HŠK Zrinjski Mostar, NK Široki Brijeg, HNK Brotnjo Čitluk i HNK Ljubuški. U inozemstvu, igrao je za Šibenik i Zadar u Hrvatskoj te za SSV Ulm u Njemačkoj. Za Široki Brijeg je ukupno odigrao 98 službenih utakmica.
Kao nogometaš Ljubuškog, bio je član reprezentacije Herceg-Bosne na prijateljskoj utakmici s Paragvajom u Asunciónu 1996. godine.

### Trenerska karijera
Nakon igračke karijere bavi se trenerskim poslom. Bio je trener MNK Brotnjo Čitluk.